# Langur de Sabah
El langur de Sabah (Presbytis sabana) és una espècie de primat de la família dels cercopitècids. Anteriorment era considerat una subespècie del langur de Hose (P. hosei), del qual fou separat basant-se en dades genètiques. És endèmic de la província indonèsia de Sabah, a l'illa de Borneo. La Unió Internacional per a la Conservació de la Natura (UICN) el classifica com a espècie en perill.